# حقل البوري
حقل البوري يقع على بعد 130 كلم من السواحل الليبية وعلى بعد 80 كلم من السواحل التونسية. يعتبر حقل البوري أكبر حقل في حوض البحر الأبيض المتوسط وتقوم بتشغيله شركة إني، بعد اتفاقية تقاسم الإنتاج المبرمة بين المؤسسة التونسية للأنشطة البترولية والمؤسسة الوطنية للنفط وتجري العمليات النفطية فيه من خلال منصتين (DP4, DP3).

## الاكتشاف
أُكتشف عام 1976، وبدأ الإنتاج فيه عام 1988.
وفي عام 2023، طالبت تونس بحصتها من هاذا الحقل بعد خطاب ألقاه رئيس الجمهورية التونسية قيس سعيد.